# أمة يهوه
أمة يهوه هي حركة دينية عبرانية سوداء تأسست في عام 1979 في ميامي من قبل هولون ميتشل جونيور، الذي كان يُعرف باسم يهوه بن يهوه. ( يهوه هو أحد الأسماء الخاصة للإله في الكتاب المقدس العبري). هدفها هو نقل الأمريكيين الأفارقة، الذين تعتقد أنهم بنو إسرائيل الأصليون، إلى إسرائيل. وتقبل المجموعة أن يهوه بن يهوه هو ابن الله. بهذه الطريقة، فإن معتقداتها فريدة ومتميزة عن معتقدات المجموعات الإسرائيلية العبرية السوداء الأخرى.
وُجه الاتهام إلى مؤسسها، هولون ميتشل، بتهمتي الابتزاز والاحتيال الفيدراليتين وإدانته بالتآمر لارتكاب جريمة قتل. وصُنفت المجموعة على أنها طائفة عنصرية سوداء من قبل مركز قانون الفقر الجنوبي، وطائفة مزعومة من قبل صحيفة ميامي هيرالد.
تصف المنظمة نفسها على النحو التالي: "في عام 1979، جاء يهوه بن يهوه إلى ميامي وأصبح الزعيم الروحي ومؤسس أمة يهوه. وعلى الرغم من أنه نذر الفقر، إلا أنه في غضون سبع سنوات قاد الأمة إلى تجميع إمبراطورية بقيمة 250 مليون دولار. وتحت إشرافه، نمت الأمة لتشمل تلاميذ وأتباعًا وأنصارًا في أكثر من 1300 مدينة داخل الولايات المتحدة و16 دولة أخرى."

## النقد
انتقد مركز قانون الفقر الجنوبي معتقدات أمة يهوه ووصفها بالعنصرية، مشيرا إلى أن المجموعة تعتقد أن السود هم بنو إسرائيل الحقيقيون وأن البيض يمتلكون "قوى شريرة". توقفت أمة يهوه عن إدانة البيض علناً باعتبارهم "شياطين بيض" كما فعلت في السابق. وزعم مركز قانون الفقر الجنوبي أيضًا أن المجموعة تعتقد أن يهوه بن يهوه كانت لديه مهمة مسيانية لقهر البيض وأنها تبنت آراء مماثلة لتلك التي تتبناها حركة الهوية المسيحية، التي تعتقد أن "الآريين" هم بنو إسرائيل الحقيقيون وأن غير البيض هم شياطين. يقتبس مركز قانون الفقر الجنوبي من توم ميتزجر من المقاومة الآرية البيضاء قوله: "[إن الجماعات مثل أمة يهوه هي] نظيرنا الأسود". وبحلول عام 2007، ألغت أمة يهوه الدعوات إلى العنف وخففت من خطابها المناهض للبيض.
انتقدت رابطة مكافحة التشهير أمة يهوه وبعض الطوائف العبرية السوداء الأخرى، وذكرت: "في عام 1987، أفادت رابطة مكافحة التشهير عن الطوائف السوداء التي تتبنى هذه الآراء [مجادلة بأن يهود اليوم ليسوا "الشعب المختار" الموصوف في الكتاب المقدس، بدلاً من ذلك فإن هذا الوصف ينطبق على الأشخاص من أصل أفريقي]."
تنتشر إشاعات عن يهوه بن يهوه أنه كان يتحكم في الملابس والطعام والحياة الجنسية لأعضاء المجموعة، وكان على علاقة حميمة بالعديد من المتابعات الإناث.

## الأنشطة الحالية
ظهرت مجموعة يهوه بن يهوه في الأخبار مرة أخرى في عام 2012 بعد دعوة "مايكل الرجل الأسود" (الاسم الحقيقي موريس وودسايد)، وهو عضو سابق في المجموعة وهو الآن ناشط محافظ ، للتحدث في تجمع حاشد للحملة الرئاسية لريك سانتوروم حيث قال إن الديمقراطيين يشبهون النازيين. ومنذ ذلك الحين أصبح وودسايد مؤيدًا صريحًا لدونالد ترامب، لكنه يواصل الدفاع عن يهوه بن يهوه ومعتقدات الأمة.